# Monroe County (Mississippi)
Monroe County is een county in de Amerikaanse staat Mississippi.
De county heeft een landoppervlakte van 1.979 km² en telt 38.014 inwoners (volkstelling 2000). De hoofdplaats is Aberdeen.